# Jasus paulensis

Langosta de Tristán en el escudo de Tristán de Acuña.

Jasus paulensis, también conocida comúnmente como langosta de roca de San Pablo o Langosta de Tristán, es una especie de langosta Palinuridae que se encuentra en las aguas alrededor de la isla de San Pablo en el Océano Índico sur y alrededor de Tristán da Cunha en el Océano Atlántico sur. Hubo un tiempo en que se creía que las langostas de Tristán da Cunha eran una especie separada conocida como langosta de Tristán (Jasus tristani), pero el uso de la secuenciación del ADN mitocondrial ha demostrado que son idénticas. Algunas autoridades, por ejemplo la Unión Internacional para la Conservación de la Naturaleza, las mantienen como especies separadas. La langosta de Tristán aparece en el escudo de armas y en la bandera de Tristán da Cunha.

## Descripción
Los machos de esta especie crecen hasta una longitud total de unos 34 cm (13 plg) con una longitud de caparazón de 13 cm (5 plg), mientras que las hembras pueden alcanzar una longitud total de 24 cm (9 plg). Al igual que otras langostas de roca, carece de quelas (garras) en su par de patas delanteras para caminar. El caparazón está blindado con grandes espinas planas, aproximadamente tan anchas como largas, mezcladas con espinas pequeñas. Los primeros segmentos abdominales están formados con finos surcos transversales en la parte frontal de cada segmento con un área más suave detrás.

## Distribución y hábitat
Aunque esta langosta espinosa se conocía originalmente sólo en St. Paul y la isla de Nueva Amsterdam en el sur del Océano Índico, más recientemente se ha descubierto en otros montes submarinos en la Cordillera del Suroeste del Índico, por lo que su área de distribución es bastante mayor de lo que se pensaba originalmente. Una especie previamente reconocida, Jasus tristani, que se encuentra alrededor de Tristan da Cunha en el Atlántico sur y el Monte submarino Vema, 1680 kilómetros (1043,9 mi) al noreste de Tristán ahora ha sido sinonimizada con J. paulensis. Esta es una especie poco común en toda su área de distribución y generalmente se encuentra a profundidades de entre 10 y 35 m (11 y 38 yd), pero ocasionalmente hasta unos 60 metros (65,6 yd). Se encuentra en rocas y entre algas marinas.

## Ecología
Jasus paulensis es nocturno. Se alimenta de algas y carroña de materia animal muerta. Ponen huevos a partir de mayo y la hembra los incuba debajo de la cola durante varios meses.

## Pesquería

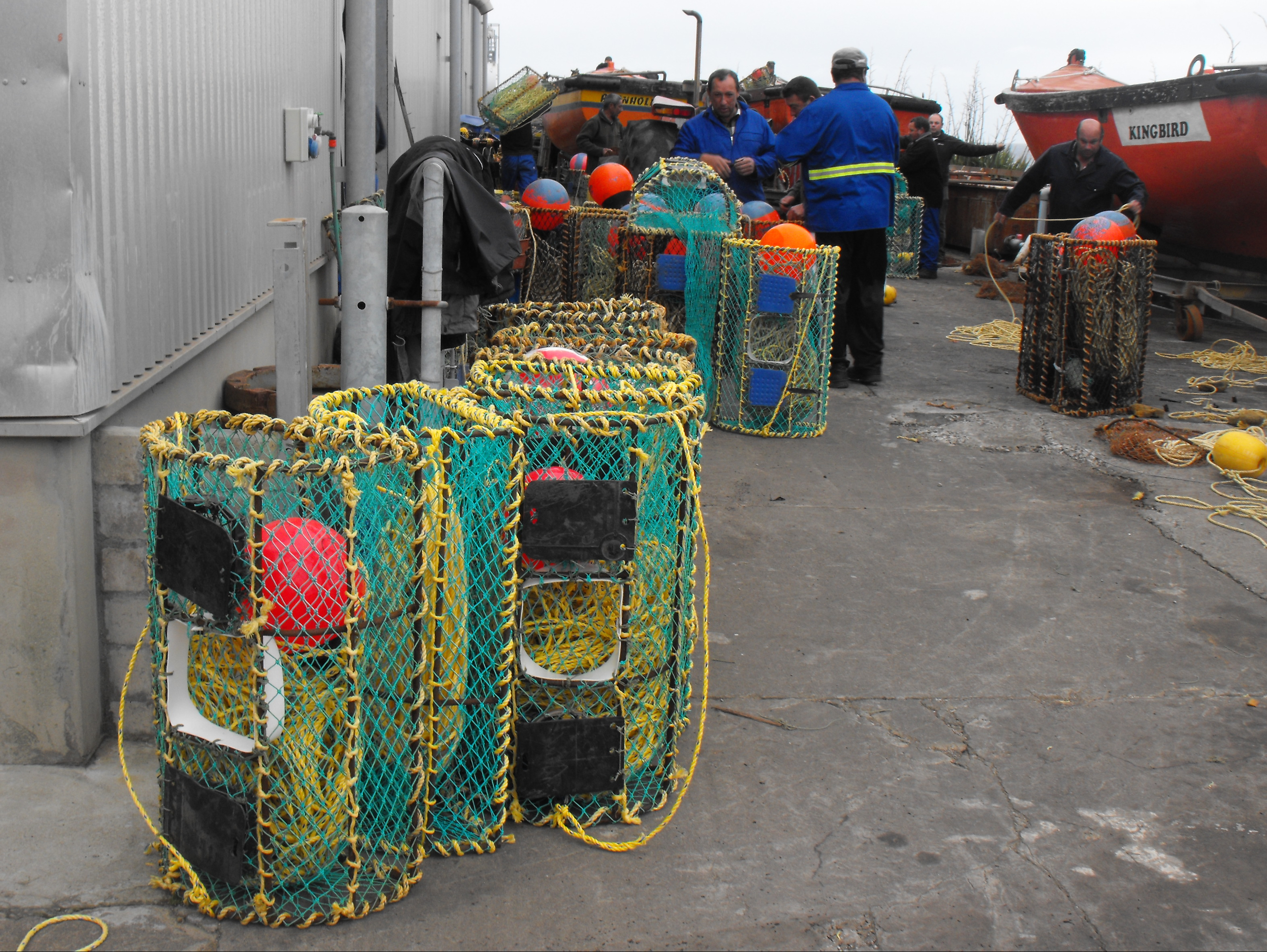
Trampas para langostas en Tristan da Cuhna

Los primeros visitantes de la Isla de San Pablo descubrieron que era posible pescar una langosta a mano en aguas poco profundas en la bahía del lago del cráter, llevarla a una fuente termal submarina cercana y cocinarla, sin siquiera sacarla del agua. En 1928, se instaló en la Isla de San Pablo una pesquería y fábrica de conservas a gran escala para la langosta utilizando nasas para langostas, pero la empresa quebró tres años más tarde, dejando varadas a siete personas en la isla y provocando una tragedia conocida como "Les Oubliés de Saint-Paul" (los olvidados de San Pablo). En las siguientes dos décadas, hubo varios intentos, en gran medida infructuosos, de capturar langostas utilizando barcos procesadores de pesca. En el período de 1950 a 1956, las langostas fueron capturadas por la empresa francesa Sapmer y se procesaron unas 260 toneladas de colas de langosta anualmente (equivalente a unas 800 toneladas de langosta entera). Esta empresa todavía opera buques pesqueros procesadores equipados con instalaciones de congelación en la zona.
Hasta 1950, la langosta de Tristán solo se pescó para el consumo local, pero después de ese tiempo, empresas como la pesca al brumeo de Corporación de Desarrollo de Islas del Atlántico Sur se han aprovechado de la población de langosta de roca. Su producción alcanzó su punto máximo en la década de 1970, con más de 800 Toneladas recogidos en algunos años, pero desde que la industria ha disminuido, con menos de 400 toneladas es capturado casi todos los años desde 1992. La pesquería obtuvo la certificación de la MSC en 2011 y el total actual de TAC sigue siendo de unas 400 toneladas anuales. Desde 1996 la langosta de Tristán ha sido pescada por las agencias Ovenstone en asociación con el gobierno de la isla y está previsto que dure al menos hasta 2026.